# Maison d’Orange

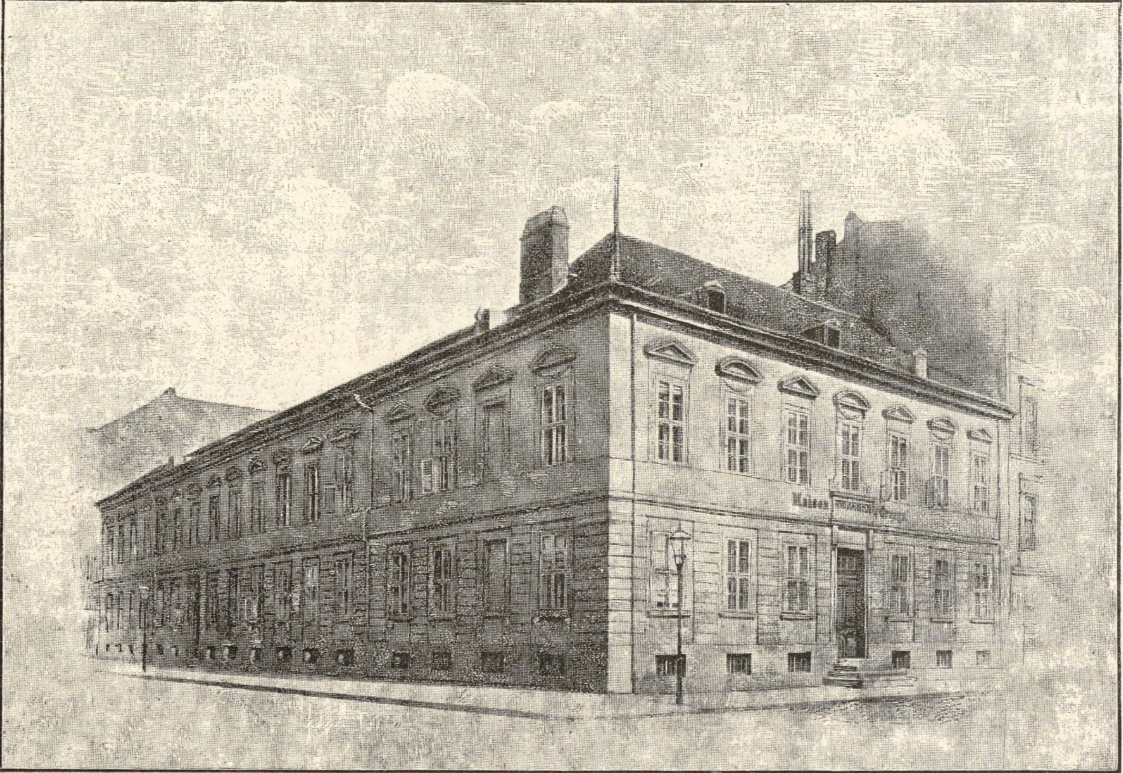
Maison d’Orange in der Dorotheenstraße 26

Die Maison d’Orange in Berlin, häufig auch Orangenhaus genannt, war eine soziale Stiftung für Glaubensflüchtlinge aus dem Fürstentum Orange.

## Geschichte

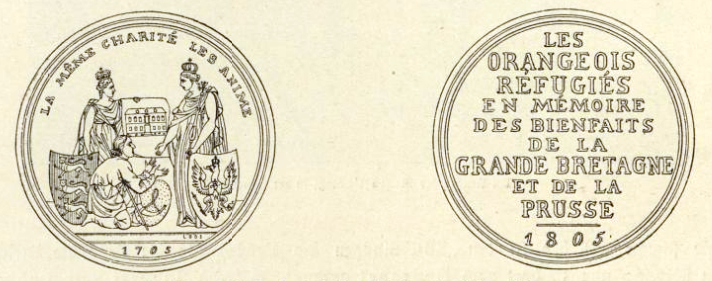
Medaille zur Feier des hundertjährigen Bestehens der Maison d’Orange

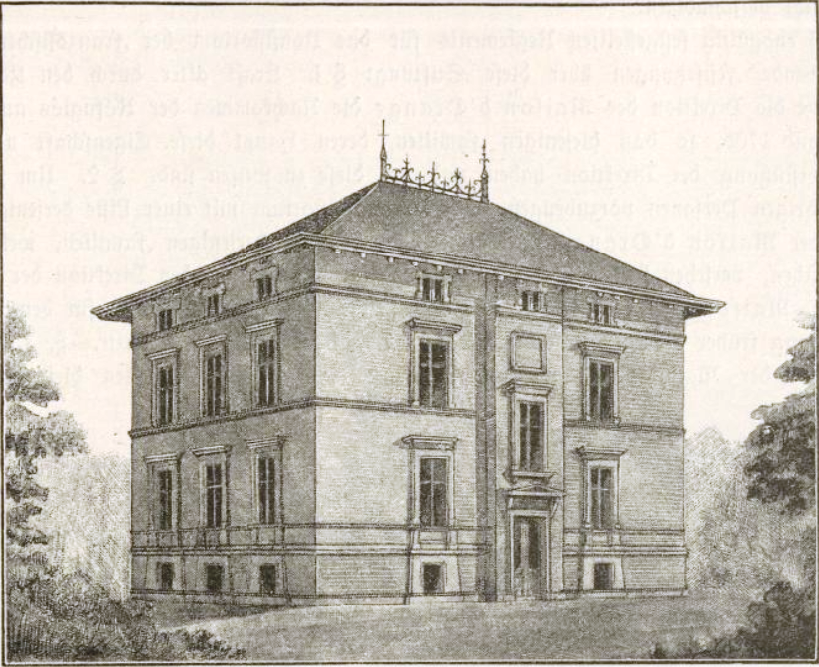
Maison d’Orange in der Ulmenstraße 4

Nachdem das Fürstentum Orange im südlichen Frankreich 1702 von Frankreich in Besitz genommen worden war, mussten die reformierten Bewohner 1703 ihre Heimat verlassen. Sie zogen zunächst nach Genf. Die meisten wollten aber nach Preußen weiterziehen, da sie den preußischen König Friedrich I., der als nächster Erbe durch seine Mutter Luise Henriette von Oranien Ansprüche auf das Land geltend machte, als ihren rechtmäßigen Herrscher ansahen. Im November 1703 baten sie Friedrich I. um Schutz und Hilfe, die dieser auch zusagte. Der König gestattete eine Kollekte für sie in Preußen. Auch die Königin Anne von England schrieb eine Kollekte zugunsten der Vertriebenen aus. Das Geld wurde dem englischen Gesandten in Berlin übergeben. Von den Vertriebenen, die nach 1704 Preußen kamen, kamen 423 Personen nach Berlin. Der König bewilligte 1705 eine Stiftung, über die der jeweilige englische Gesandte in Berlin die Oberaufsicht haben sollte (diese Regelung bestand bis 1914). Sie sollte Arme und nicht erwerbsfähige Personen unterstützen, die ihre Abstammung von den 1704 eingewanderten Orangeois nachweisen könnten. Es wurde ein Haus in der Neustadt gekauft, in dem sich die Direktion am 16. Juli 1705 erstmals versammelte.
1792 war das Haus derartig baufällig geworden, dass König Friedrich Wilhelm II. auf königliche Kosten ein Haus Letzte Straße 23 Ecke Neustädtische Kirchgasse (od. Kirchstraße) neu errichten ließ. Dieses neue Stiftshaus wurde am 19. September 1794 feierlich eingeweiht. In diesem Haus konnten auch Räume zum Nutzen der Stiftung vermietet werden. Dieses Stiftshaus bestand bis 1883. Am 1. April wurde das Haus verkauft und dort das Continental-Hotel errichtet. Die Stiftung wurde vorübergehend in die Derfflinger Straße 19 verlegt und von Adolf Schaum 1884 ein neues Stiftsgebäude in der Ulmenstraße 4 (heute: Derfflinger Straße 6), auf dem Kielganschen Villenterrain, errichtet. Diese Villa wurde 1910 an den Verlagsbuchhändler Franz Ullstein verkauft und die Maison d’Orange nahm ihren Sitz auf dem Gelände Friedrichstraße 129, das der französischen Kolonie gehörte.